# Eusymmerus antennatus
Eusymmerus antennatus är en kräftdjursart som beskrevs av Richardson 1899. Eusymmerus antennatus ingår i släktet Eusymmerus och familjen tånglöss. Inga underarter finns listade i Catalogue of Life.